# Mary Millar
Mary Millar (26. juli 1936 – 10. november 1998) var en britisk skuespillerinde bedst kendt for sin rolle som Rose i tv-serien  Fint skal det være. Hun blev født Mary Wetton i Doncaster, Yorkshire.
Millar begyndte sin karriere i 1962. Hun fik anerkendelse for sin rolle i Fint skal det være som Rose, hvor hun erstattede Shirley Stelfox i sæson 2 i 1991. Rose var en populær figur i komedieserien med sans for drama og en lyst til gifte mænd. Millar forblev i serien, indtil dens afslutning i 1995.
Millar døde af kræft i æggestokkene i 1998 i en alder af 62 år.